# Greg Davis (rugby à XV)
Pour les articles homonymes, voir Greg Davis et Davis.
Pas d'image ? Cliquez ici

b Matchs officiels uniquement.
Dernière mise à jour le 4 février 2025.
Gregory Victor Davis, né le 27 juillet 1939 à Matamata (Nouvelle-Zélande) et mort le 24 juillet 1979 à Rotorua (Nouvelle-Zélande), est un joueur de rugby à XV australien qui a joué avec l'équipe d'Australie. Il évoluait au poste de troisième ligne aile.

## Carrière
Greg Davis joue son premier test match le 4 juin 1963 à l'occasion d'un match contre l'équipe d'Angleterre. Il dispute son dernier test match contre l'équipe de Nouvelle-Zélande, le 16 septembre 1972.
Greg Davis est seize fois capitaine de l'équipe d'Australie, de 1969 à 1972.
Il joue aussi un match avec le XV du Président en 1971 contre l'équipe d'Angleterre.

## Palmarès
- Nombre de test matchs avec l'Australie : 39
- 6 points (2 essais)
- Sélections par année : 5 en 1963, 3 en 1964, 1 en 1965, 4 en 1966, 5 en 1967, 5 en 1968, 5 en 1969, 1 en 1970, 6 en 1971, 5 en 1972